# James McGill

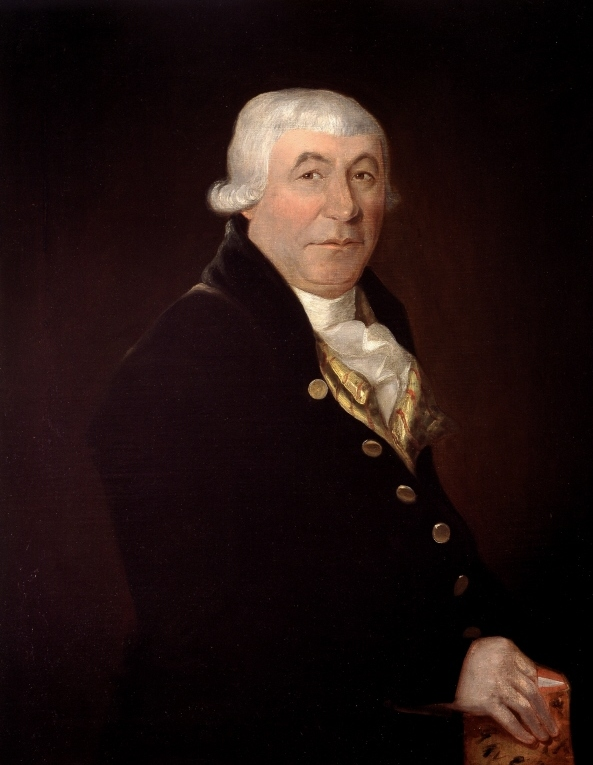
James McGill

James McGill (* 6. Oktober 1744 in Glasgow, Schottland; † 19. Dezember 1813 in Montreal) war ein schottisch-kanadischer Kaufmann, Offizier und Philanthrop. Nach ihm ist die McGill University in Montreal benannt, deren Gründung er mit seinem Testament ermöglichte.

## Biografie
McGill war der Sohn eines wohlhabenden schottischen Händlers und studierte an der University of Glasgow. Vor 1766 wanderte er nach Québec aus und stieg in den Pelzhandel ein. Er gründete das Unternehmen James McGill & Co. das in der Gegend des Fort Michilimackinac zwischen Huronsee und Michigansee handelte. 1773 nahm er mit Isaac Todd an einer Handelsexpedition westlich von Grand Portage teil, drei Jahre später formalisierte er diese Partnerschaft unter dem Firmennamen Todd & McGill. Da er sich mehr auf die südwestlichen Gebiete am Oberlauf des Mississippi River konzentrierte, stieg er 1779 nach kurzer Zeit aus der North West Company aus.
1775 war McGill Mitglied des Komitees, das während der letztlich gescheiterten Invasion Kanadas durch die amerikanische Kontinentalarmee die Kapitulationsbedingungen der Stadt Montreal aushandelte. Er misstraute den Revolutionären und sein Haus war ein Treffpunkt der Loyalisten. 1776 heiratete er die verwitwete Charlotte Trottier Desrivières. Im selben Jahr wurde er zum Friedensrichter ernannt und war als solcher mit der Verwaltung der Stadt beauftragt (gewählte Bürgermeister gab es in Montreal erst ab 1833). Unter anderem beaufsichtigte er ab 1802 die Schleifung der Montrealer Stadtmauern.
McGill wurde 1792 in das Parlament der Kolonie Niederkanada gewählt. Er war auch in der örtlichen Miliz tätig und übernahm 1810 deren Kommando. Im Britisch-Amerikanischen Krieg, der 1812 ausbrach, kam er zu keinem Kampfeinsatz. Als Pelzhändler, Sklavenhalter und Grundstücksspekulant galt McGill als reichster Mann Montreals. Er blieb kinderlos und hinterließ sein Vermögen der „königlichen Institution für die Förderung des Lernens“ (Royal Institution for the Advancement of Learning), mit der Auflage, das Geld innerhalb von zehn Jahren für die Gründung einer nach ihm benannten Universität einzusetzen. Sein Anwesen Burnside Place sollte in den Campus integriert werden. Die McGill University wurde schließlich 1821 nach längeren Rechtsstreitigkeiten gegründet. Einen Teil des Vermögens vermachte er seinem Neffen Peter McGill.